# Edi-Europ
 (septembre 2020).
Si vous disposez d'ouvrages ou d'articles de référence ou si vous connaissez des sites web de qualité traitant du thème abordé ici, merci de compléter l'article en donnant les références utiles à sa vérifiabilité et en les liant à la section « Notes et références ».
Edi-Europ est l'un des nombreux éditeurs de petit format assez mineurs. 
Sa spécialité fut les récits de guerre. 
Son siège social était au 7 rue Gaston-Dourdin, 93 Saint-Denis. Il publia des PF de 1961 à 1976.

## Liste des revues
- Agent Secret X-9 (10)
- Agent spécial (44)
- Alerte (73)
- Ben Bolt (10)
- Bill Barnes (48)
- Blitz (44)
- Caprices (38) + 2 spéciaux
- Casse-Cou (52)
- Colt (70) + 1 spécial
- Confessions (14) + 2 spéciaux
- Confidentiel (16) + 1 spécial
- Danger (63) + 6 spéciaux
- Défi(64) + 2 spéciaux
- Diabolo (2)
- Djin (13)
- Domino (26) + 2 spéciaux
- Elle et Lui (6)
- Flash Gordon (6)
- Gerald Norton (6)
- Guy l'Eclair (10)
- Gringo (26)
- Hippy (11)
- Jeff Cobb (27)
- Jeff Curtiss (30)
- Jim la Jungle (27)
- Kid Colorado (4)
- Kiss (13)
- Les Espions (26)
- Luc Bradefer (6)
- Luc Bradefer Spécial (1)
- Lucky (18)
- Manitoba (4)
- Marines (30)
- Mission Spéciale (31)
- Panique (8)
- Patrouille (44)
- Rafales (49)
- Raids Spécial (16)
- Ranch (16)
- Requins (44)
- Rex (39)
- Rocky (51)
- Rush (49)
- Saloon (11)
- Scotch (39)
- Services Secrets (14)
- Services Spéciaux (39)
- Tanks (17)
- Tigre (41)
- Tobrouk (34)
- Torpilles (53)
- Typhons (45)
- Vautour (34)
- Western (6)
- Yankee (36)